# Aéroport de Malaga-Costa del Sol
Pour les articles homonymes, voir AGP.
L'aéroport de Málaga-Costa del Sol (code IATA : AGP • code OACI : LEMG) (espagnol : Aeropuerto de Málaga-Costa del Sol) est l'aéroport desservant la ville espagnole de Málaga, en Andalousie. Il est la propriété de l'État espagnol, qui le gère à travers l'organisme public Aena. C'est l'aéroport espagnol le plus ancien d'Espagne : des trois aéroports espagnols ayant participé à la première route aérienne (Toulouse-Casablanca), établie en 1919 par les avions de la Ligne Latécoère, il est le seul existant encore aujourd'hui.

## Histoire

### La première ligne aérienne espagnole
Le 9 mars 1919, un avion Salmson 2A, dans lequel se trouvait Latécoère, atterrit à Málaga, à l'endroit appelé El Rompedizo. Le but de ce voyage était d'établir une ligne aérienne entre la France et le Maroc en reliant Toulouse à Casablanca en passant par Barcelone, Alicante et Malaga. Le 1er septembre 1919, six mois plus tard, après quelques vols supplémentaires, Didier Daurat inaugura la première ligne commerciale Toulouse-Casablanca et devint le premier directeur de l'aérodrome de Málaga.

### La guerre d'Espagne
À partir du 18 juillet 1936, jour du déclenchement de la guerre civile espagnole, l'aéroport se transforma en base aérienne des Républicains. Elle tomba aux mains des Nationalistes de Franco le 8 février 1937 en même temps que la ville de Malaga.
Les Nationalistes, à la différence des Républicains, vu l'éloignement du front, l'utilisèrent plus à des fins logistiques et d'appui que purement militaires. Deux ans plus tard s'y créèrent les écoles des membres d'équipage, observateurs et spécialistes de l'armée de l'air espagnole. Don Francisco Iglesias Brage fut nommé chef de la base aérienne et de ses écoles, qu'il inaugura le 9 février 1938, en même temps que la nouvelle tour de contrôle.

### Après la guerre
Le 12 juillet 1946, l'aéroport retrouva une fonction civile, tout en gardant une base militaire, et s'ouvrit au trafic national et international (déjà ouvert de manière exclusive à la compagnie italienne Ala Littoria depuis 1938). Malgré tout, l'aérogare civile ne fut construite que deux ans plus tard, en 1948.
L'école de spécialistes fut déplacée en 1950 à la Maestranza Aérea de León et l'école d'observateurs disparut à son tour en 1957.

### Années 1960 et 1970
En 1960 débutèrent d'importants travaux de modernisation des installations civiles, comprenant notamment le prolongement de la piste, la mise en place d'une voie de circulation et la construction d'un nouveau terminal (actuel terminal 1), inauguré le 29 janvier 1968.
De plus, le 30 juin 1972 fut inauguré le terminal 2, rendu nécessaire par le nombre croissant de vols non réguliers, et réservé à ces derniers.
La base militaire, pour sa part, vit disparaître ses derniers avions de combat en 1973. Depuis cette année, elle est considérée comme unité aérienne d'appui opérationnel.

### Années 1990 et 2000
Dès les années 1990, une nouvelle modernisation de l'aéroport civil fut rendue nécessaire par le nombre croissant de passagers. Le nouveau terminal Pablo Ruiz Picasso (terminal 2) conçu par l'architecte Ricardo Bofill fut inauguré le 30 novembre 1991. En 1995 fut construit un nouveau parc de stationnement et en 1996 un hangar pour la maintenance des avions et un terminal marchandises.
Finalement, une nouvelle tour de contrôle fut inaugurée en 2002.
Le 6 juin 2011, l'aéroport de Malaga devient aéroport de Malaga-Costa del Sol.

## Situation
| \| 100 km1:11 216 000 \| Alicante Almería Andorre Badajoz Barcelone Bilbao Burgos León Castellón · de la Plana Ceuta Gérone Grenade Ibiza Jerez La Corogne Lleida Logroño Madrid Málaga Melilla Minorque Murcie Oviédo Palma de · Majorque Pampelune Reus Sabadell Saint-Jacques Saint-Sébastien Salamanque Santander Saragosse Séville Valence Valladolid Vigo Vitoria |
| 100 km1:11 216 000 |

Voir les Îles Canaries

## Infrastructures

### Terminaux
L'aéroport possède actuellement 3 terminaux. Les Terminaux 2 et 3 sont connectés et forment une même structure, cependant les passagers sont obligés de passer par le Terminal 3 au départ (unique poste de contrôle de sécurité) comme à l'arrivée. Les enregistrements peuvent s'effectuer dans les deux Terminaux. L'aéroport possède également un Terminal d'aviation générale et un Terminal de fret. Actuellement le Terminal 1 est fermé au public.

#### Terminal d'aviation générale
Ce terminal est entré en service le 22 juillet 2007.
Il concerne l'aviation d'affaires, les vols privés, aérotaxis ou encore les vols d'école. Il se situe au sud de la zone aéroportuaire, à la place du premier terminal de passagers inauguré en 1968. Il possède 2 niveaux, une salle de réunion, un salon, un poste de sécurité et de contrôle des passeports.

## L'aéroport actuellement

### Statistiques d'opérations
En 2012 l'aéroport est le 4e d'Espagne en volume de trafic de passagers et en termes de mouvements.
| Année              | Nombre de passagers | Évolution | Mouvements | Évolution |
| ------------------ | ------------------- | --------- | ---------- | --------- |
| 2012 (Provisoire). | 12 582 191          | 1,9 %     | 102 153    | 4,9 %     |
| 2011               | 12 823 117          | 6,3 %     | 107 397    | 1,7 %     |
| 2010               | 12 064 521          | 3,8 %     | 105 634    | 2,0 %     |

Années précédentes :
En  2017, plus de 18,6 millions de passagers ont transité par  l'aéroport de Málaga - Costa del Sol.
En 2007, il traita 13 590 537 passagers (dont 10 001 021 pour les vols internationaux) et 129 693 opérations de décollage et atterrissage.
Le nouveau terminal, T3, d'un coût prévu de 980 millions d'euros, une nouvelle piste (en 2011) et une gare ferroviaire souterraine (dans un premier temps pour les trains régionaux, puis par la suite pour le métro et l'AVE) augmenteront sa capacité de 50 %. Il vient d'être inauguré par le roi Juan Carlos, le 15 mars 2010.
La piste, située sur la plaine de l'embouchure du fleuve Guadalhorce, possède une orientation nord-ouest - sud-est. Les vents y circulent toujours parallèlement.

### Accès

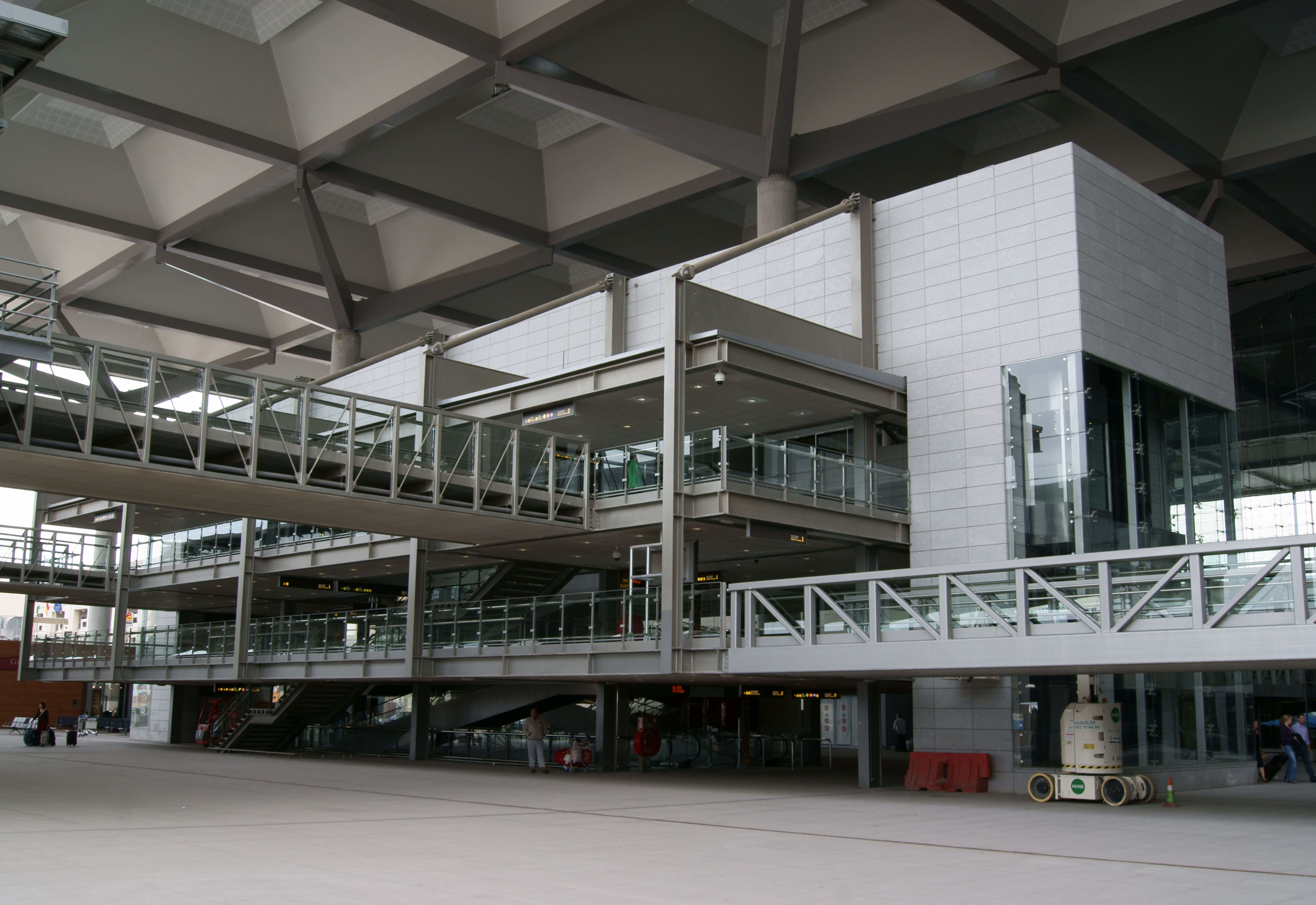
Plate-forme de correspondance

L'aéroport est situé à 8 km au sud-ouest de Malaga. Il est accessible par route, train et bus. Une plate-forme de correspondance se situe au niveau du Terminal 3, accessible aux départs comme aux arrivées, pour faciliter le transit de passagers de ou vers les différents moyens de transport.

#### Route
La N-340 relie l'aéroport à Fuengirola (au sud-ouest) et à Malaga (au Nord-Est). Depuis Málaga, la N-331 part au nord en direction de Cordoue. La E-15, de son côté, mène à la Costa del Sol.

#### Train
La ligne de train régional, Cercanias C-1, dessert le centre de Malaga (Centro Alameda), la gare de Malaga-María Zambrano et l'aéroport jusqu'à la ville de Fuengirola. La station souterraine se situe à quelques mètres de la plate-forme de correspondance et du Terminal 3, le train y passe toutes les 20 minutes. Elle a été inaugurée le 10 septembre 2010.

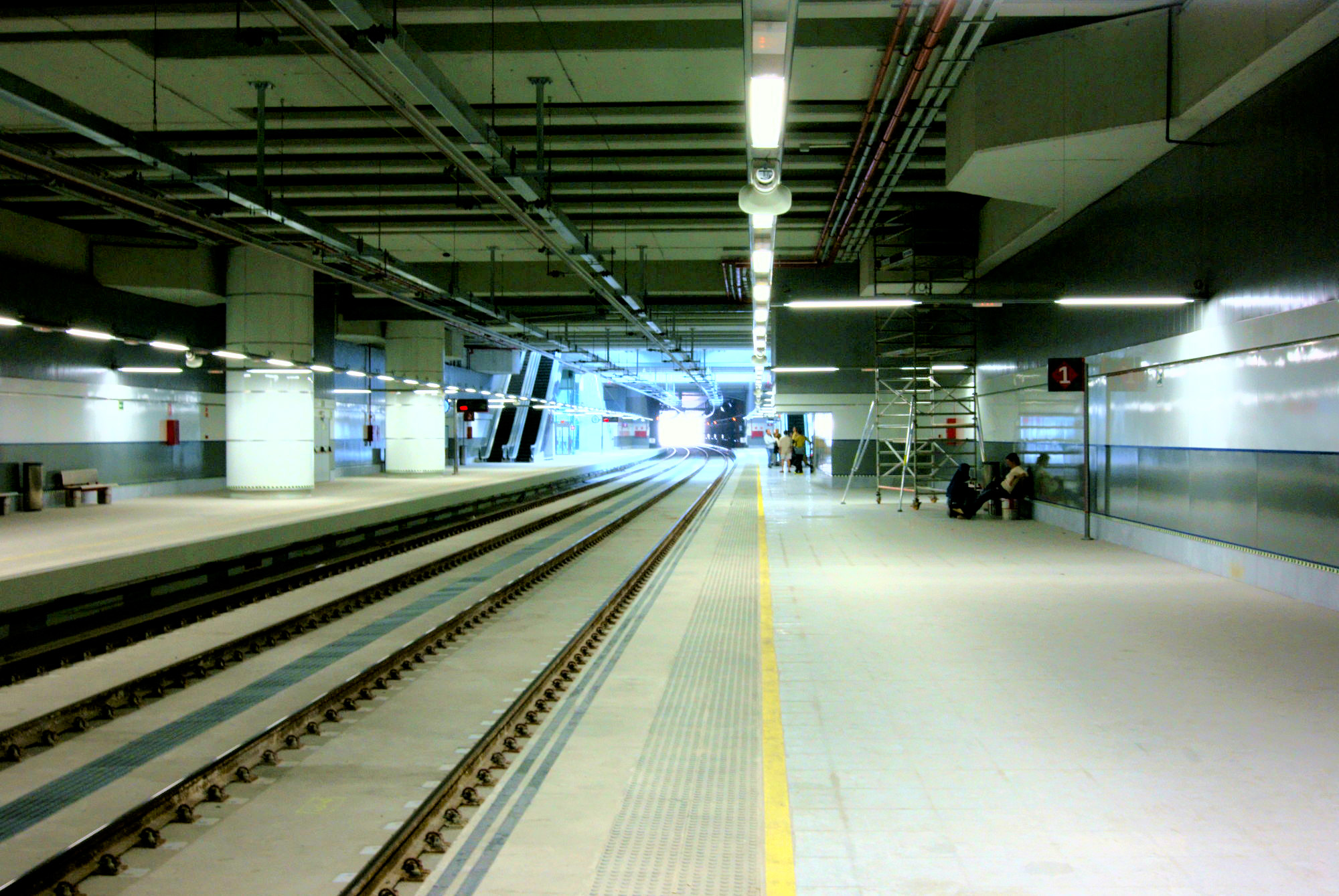
Station aéroport

#### Bus
L'aéroport est desservi par plusieurs lignes de bus :
- la ligne A (express) relie l'aéroport au port de Malaga ;
- la ligne M-128 relie les villes de Benalmádena et Torremolinos à l'aéroport ;
- la ligne M-135 relie la ville de Malaga et Santa Amalia en passant par l'aéroport ;
- des lignes longues distances relient les villes de Grenade, Algésiras et plus, à l'aéroport.

### Compagnies aériennes et destinations
| Compagnies                    | Destinations |
| ----------------------------- | --- |
| Aegean Airlines               | En saison : Athènes E.-Venizélos |
| Aer Lingus                    | Dublin En saison: Cork |
| Air Arabia Maroc              | Casablanca-Mohammed-V, Tanger |
| airBaltic                     | Riga, Tallinn, Tampere/Pirkkala En saison: Vilnius |
| Air Cairo                     | Hurghada, Le Caire, Louxor |
| Air Europa                    | Madrid-Barajas En saison : Palma de Majorque, Ténériffe-Nord |
| Air France                    | Paris-Charles de Gaulle. |
| Air Transat                   | Montréal (P.-E.-Trudeau) |
| Austrian Airlines             | Vienne-Schwechat |
| British Airways               | Londres-City, Londres-Gatwick, Londres-Heathrow En saison : Southampton. |
| Brussels Airlines             | Bruxelles-National |
| Bulgaria Air                  | Sofia-Vrajdebna |
| Dan Air                       | Brasov |
| easyJet                       | - Amsterdam, - Bâle-Mulhouse, - Belfast, - Berlin-Brandebourg, - Bristol, - Genève-Cointrin, - Glasgow, - Liverpool-J.-Lennon, - Londres-Gatwick, - Londres-Luton, - Lyon-Saint-Exupéry, - Manchester, - Milan-Malpensa En saison : Athènes E.-Venizélos, Birmingham, Londres-Southend, Nantes-Atlantique, Nice-Côte d'Azur |
| Etihad Airways                | En saison : Abou Dabi . |
| Eurowings                     | Cologne/Bonn-K. Adenauer, Düsseldorf, Hambourg-H.-Schmidt, Prague-Václav-Havel, Stuttgart En saison : Berlin-Brandebourg, Dortmund, Stockholm-Arlanda |
| Finnair                       | Helsinki-Vantaa |
| Gulf Air                      | En saison : Manama-Bahreïn. |
| Hélity                        | Ceuta |
| HiSky                         | En saison: Bucarest-H. Coandă |
| Iberia Express                | Madrid-Barajas |
| Iberia Regional               | Madrid-Barajas, Melilla En saison : - Casablanca-Mohammed-V, - Ibiza, - Lanzarote-Arrecife, - La Palma, - León, - Madère-C. Ronaldo, - Minorque-Mahón, - Nador, - Nice-Côte d'Azur, - Palma de Majorque, - Tétouan-Sania R'mel, - Valence, - Vigo-Peinador |
| Israir                        | Tel Aviv - Ben Gourion |
| Jet2.com                      | - Birmingham, - East Midlands, - Édimbourg, - Glasgow, - Leeds-Bradford, - Londres-Stansted, - Manchester, - Newcastle En saison : Belfast, Bristol |
| KLM                           | Amsterdam |
| Kuwait Airways                | En saison : Koweït. |
| LOT Polish Airlines           | En saison : Varsovie-Chopin. |
| Lufthansa                     | Francfort, Munich-F. J. Strauß |
| Luxair                        | Luxembourg-Findel |
| Marabu                        | En saison: Munich-F. J. Strauß |
| Norwegian Air Shuttle         | - Aalborg, - Bergen, - Copenhague-Kastrup, - Helsinki-Vantaa, - Oslo-Gardermoen, - Stavanger, - Stockholm-Arlanda, - Trondheim En saison: Haugesund-Karmøy, Stockholm-Skavsta - Nyköping, Växjö Småland |
| Play (compagnie aérienne)     | En saison : Reykjavik-Keflavík |
| Qatar Airways                 | En saison : Doha-Hamad |
| Royal Air Maroc               | Casablanca-Mohammed-V |
| Ryanair                       | - Aarhus, - Amsterdam, - Barcelone-El Prat, - Belfast, - Bergame-Orio al Serio, - Berlin-Brandebourg, - Billund, - Birmingham, - Bologne-Borgo Panigale, - Bournemouth, - Bristol, - Bruxelles-National, - Budapest-Ferenc Liszt, - Charleroi Bruxelles-Sud, - Cologne/Bonn-K. Adenauer, - Copenhague-Kastrup, - Cork, - Cracovie-Jean-Paul II, - Dublin, - East Midlands, - Édimbourg, - Eindhoven, - Exeter, - Fès-Saïss, - Glasgow, - Glasgow Prestwick, - Göteborg, - Hambourg-H.-Schmidt, - Ibiza, - Karlsruhe/Baden-Baden, - Kaunas, - Knock-Irlande Ouest, - Lanzarote-Arrecife, - Las Palmas/Gran Canaria, - Leeds-Bradford, - Lisbonne-H. Delgado, - Liverpool-J.-Lennon, - Londres-Luton, - Londres-Stansted, - Manchester, - Marrakech-Ménara, - Marseille-Provence, - Memmingen, - Milan-Malpensa, - Nador, - Naples-Capodichino, - Newcastle, - Newquay Cornouailles, - Palma de Majorque, - Paris-Beauvais, - Porto-F. Sá-Carneiro, - Rabat-Salé, - Riga , - Rome Léonard-de-Vinci/Fiumicino, - Saint-Jacques-de-Compostelle, - Sandefjord-Torp, - Santander-S. Ballesteros, - Shannon, - Stockholm-Arlanda , - Ténériffe-Sud Reine Sofia, - Tétouan-Sania R'mel, - Trévise-Sant'Angelo, - Turin S.-Pertini (Caselle), - Valence, - Varsovie-Modlin (Mazovie), - Vienne-Schwechat, - Vitoria-Gasteiz, - Weeze, - Zagreb-Pleso En saison : - Aberdeen-Dyce, - Brême, - Cardiff-Rhoose, - Dortmund, - Gdańsk-L. Wałęsa, - Francfort-Hahn, - Minorque-Mahón, - Nuremberg-A. Dürer, - Paderborn-Lippstadt, - Pise-Galileo Galilei, - Sofia-Vrajdebna, - Stockholm-Västerås (Hasslo), - Tanger, - Wrocław-N. Copernic |
| Saudia                        | En saison : Djeddah - Roi-Abdelaziz, Riyad-roi Khaled. |
| Scandinavian Airlines         | Copenhague-Kastrup, Oslo-Gardermoen, Stockholm-Arlanda En saison : Göteborg |
| SmartWings                    | Prague-Václav-Havel |
| Swiss International Air Lines | Genève-Cointrin, Zurich |
| TAP Air Portugal              | Lisbonne-H. Delgado |
| Transavia                     | Amsterdam, Eindhoven, Rotterdam-La Haye |
| Transavia France              | Paris-Orly En saison : Lyon-Saint-Exupéry, Nantes-Atlantique |
| TUI Airways                   | Birmingham, Cardiff-Rhoose, East Midlands, Londres-Gatwick, Manchester En saison : Belfast, Bristol, Dublin, Glasgow, Newcastle |
| TUI fly Belgium               | Anvers, Bruxelles-National, Liège-Bierset, Ostende-Bruges |
| TUI fly Netherlands           | Amsterdam |
| Turkish Airlines              | Istanbul |
| United Airlines               | En saison: Newark-Liberty |
| Volotea                       | En saison : - Bilbao, - Bordeaux-Mérignac, - Brest-Bretagne, - Gênes-Christophe-Colomb, - Lille Lesquin, - Lyon-Saint-Exupéry, - Minorque-Mahón, - Nantes-Atlantique, - Nice-Côte d'Azur, - Oviédo-Asturies, - Palerme Falcone-Borsellino, - Saint-Sébastien, - Toulouse-Blagnac |
| Vueling                       | - Amsterdam, - Barcelone-El Prat, - Bilbao, - Bruxelles-National, - Cardiff-Rhoose, - Lanzarote-Arrecife, - Las Palmas/Gran Canaria, - Londres-Gatwick, - Marrakech-Ménara, - Marseille-Provence, - Oviédo-Asturies, - Palma de Majorque, - Paris-Orly, - Rome Léonard-de-Vinci/Fiumicino, - Saint-Jacques-de-Compostelle, - Ténériffe-Nord, - Zurich En saison : - Billund, - Copenhague-Kastrup, - Fuerteventura, - Ibiza, - Lyon-Saint-Exupéry, - Munich-F. J. Strauß, - Nantes-Atlantique - Strasbourg |
| Wizz Air                      | - Bucarest-H. Coandă, - Budapest-Ferenc Liszt, - Cluj-Napoca, - Cracovie-Jean-Paul II, - Gdańsk-L. Wałęsa, - Londres-Gatwick, - Rome Léonard-de-Vinci/Fiumicino, - Sofia-Vrajdebna, - Vilnius En saison : Katowice-Pyrzowice , Varsovie-Chopin. |

## Aéroport militaire
Actuellement, le commandant de la base aérienne de San Julián est également le chef du Secteur aérien de Málaga et Commandement militaire aérien de l'aéroport de Málaga. Dans ses locaux se trouve notamment le Centre de maintenance de micro-ondes no 22, dépendant de l'Escadrille de micro-ondes no 2 de Séville. Cette dernière a pour mission le maintien du réseau militaire de communications.
Sur la base se trouvent également en permanence détachés les unités d'hélicoptères de la police nationale et de la Garde civile. De plus, chaque été depuis 2000 s'y trouve un détachement de Canadair CL-215T (deux en juillet et août, un en juin et septembre) du groupe 43 de l'Armée de l'air espagnole, prêt à intervenir dans toute l'Andalousie en cas d'incendie.